# VEB Kühlautomat Berlin

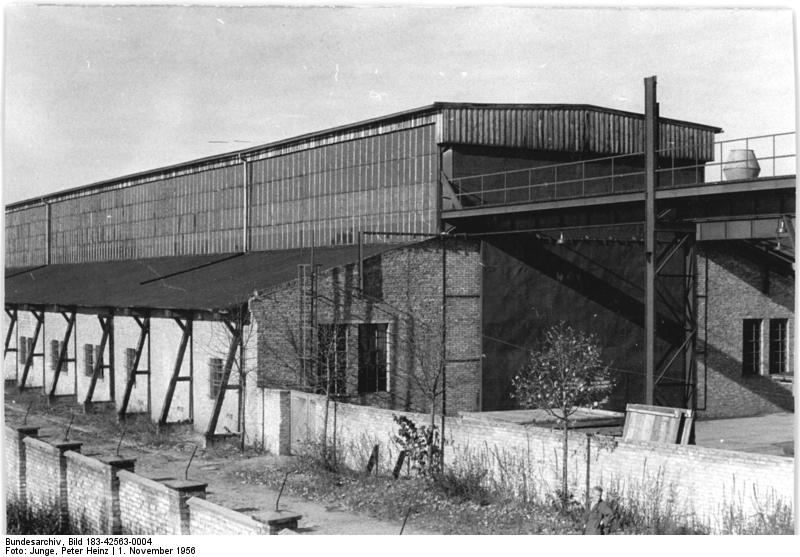
Blick auf Halle I in Johannisthal; anno 1956

Der VEB Kühlautomat Berlin wurde am 5. April 1950 als Volkseigener Betrieb mit Sitz am Segelfliegerdamm in Berlin-Johannisthal gegründet. Er produzierte Kühlschränke sowie anfangs Kompressoren, Gleichstromverdichter und später Schraubenverdichter. VEB Kühlautomat hatte Ende 1957 rund 1000 Beschäftigte, zu Spitzenzeiten arbeiteten hier 2500 Personen. Neben Kühlautomaten für den Haushalt wurden Materialprüfkammern, Verdichter und Wärmeüberträger, Kühlanlagen für Schiffe, für Fahrzeuge und den Handel sowie, nach Zusammenlegung mit dem VEB Motorenwerk Johannisthal (MWJ), die Zwölfzylinder-Dieselmotoren der Baureihe 12 KVD 18/21 SVW für zahlreiche Dieseltriebfahrzeuge der Deutschen Reichsbahn und Schiffsanwendungen hergestellt. Der VEB Kühlautomat war ein bedeutender Exporteur von Kühltechnik im Bereich Osteuropa. Die Produktion wurde in neuen Werkhallen in Berlin-Reinickendorf weitergeführt und zahlreiche Mitarbeiter konnten dorthin wechseln.

## Betriebsgeschichte

### Von 1950 bis zur Wende

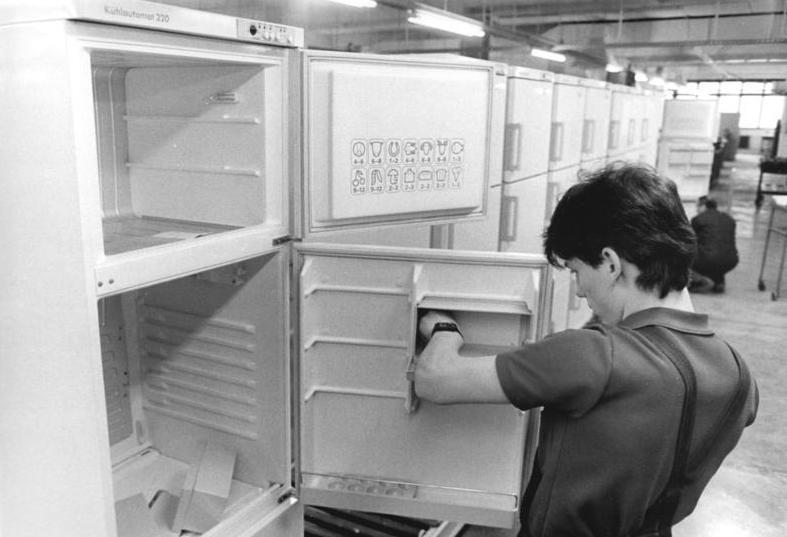
Produktion des Kühlautomaten 220

Der Betrieb wurde im Jahr 1950 auf früheren Werksflächen am Segelfliegerdamm 1–45 in Berlin-Johannisthal eingerichtet und stellte zunächst einen reinen Reparaturbetrieb dar. Gleichzeitig begann die Entwicklung von Kompressoren für die ersten Haushaltskühlschränke der DDR-Bürger. Vorhandene Gebäude wurden umgenutzt und im Lauf der Jahre kamen weitere Industriehallen sowie ein Sozialgebäude mit Betriebskantine hinzu. Einige Jahre stellte der Betrieb seine Produkte erfolgreich auf den Leipziger Messen aus.
In der zweiten Hälfte der 1960er Jahre wurde der VEB Kühlautomat in die VVB Schiffbau eingegliedert. Mit Auflösung der VVB gelangte der Betrieb in das Kombinat Schiffbau.
Für die Produkte des Betriebes bestand eine eigene Entwicklungsabteilung, aus welcher zahlreiche Patentanmeldungen kamen.
In Berlin-Friedrichshain, Warschauer Straße 34–38 hatte der Betrieb eine Filiale, die sich auf die Kühlgeräteproduktion für Haushalt und Gewerbe spezialisiert hatte. Dieser Produktionsbereich wurde nach 1990 aufgegeben.

### Seit Ende 1989
Nach der Wende 1989/1990 wandelte die Firmenleitung den Betrieb in die Gesellschaft mit beschränkter Haftung Kühlautomat Berlin GmbH um. Im Jahr 1994 kaufte Grasso, eine niederländische Tochter des GEA-Konzerns, das Unternehmen auf. Der Firmenname wurde in GEA Refrigerator Germany GmbH geändert und den Sitz verlegte das Management nach Berlin-Reinickendorf. Von den früheren Kühlautomat-Mitarbeitern konnten 150 in Reinickendorf weiter arbeiten.
Zusätzlich zum Standort Berlin unterhält die GEA-Deutschland auch Werke in Halle an der Saale und in Prenzlau.
Im Jahr 1996 verließen die letzten Mitarbeiter das Johannisthaler Werksgelände, das etwa 18 Hektar umfasst. Die Immobilie gelangte an die Nachfahren der früheren jüdischen Besitzer zurück.
Das Gelände liegt seitdem brach, so kam es zu Vandalismus und im Jahr 2012 auch zum Großbrand des ehemaligen Verwaltungsgebäudes. Auf dem Gelände (Areal Müller Erben) soll ein Wohnquartier mit 1800 Wohnungen entstehen (Stand: 2022).
Am neuen Standort in der Holzhauser Straße in Reinickendorf befinden sich Werkshallen, die zugleich Ausbildungsstätte, Forschungsbereich und Produktionsstandort sind.

## Organisation
Die GEA Germany gliedert sich in einzelne Produktionsbereiche, unter anderem in Compression Technologies Business Unit und Screw Compressors and Packaged Solutions. Als Zulieferer von Kolbenverdichtern für die Klimatechnik fungiert ein Schwesterwerk in ’s-Hertogenbosch.
Zur Sicherung des Anschlusses an die Technikherausforderungen wurde eine KI-Taskforce gegründet.
Eine moderne Arbeitsatmosphäre mit Co-Working-Plätzen, zeitgemäßen Besprechungsräumen mit modernster Technik und Rückzugsorten sichert das Wohlbefinden der Mitarbeiter.
Schließlich hat der Standort Reinickendorf auch sehr gute Verkehrsanbindungen (Wasserweg, Eisenbahn und bis zur Schließung auch der Tegeler Flughafen) sowie die Autobahn.

## Kunst in Bezug auf den Betrieb Kühlautomat
Die 2,5 Meter hohe, 1981 entstandene Bronzeplastik Arbeitergespräch der Berliner Bildhauerin Senta Baldamus zeigt zwei diskutierende Arbeiter, links einen sowjetischen Hochseefischer und rechts einen Arbeiter des VEB Kühlautomat Berlin. Die Skulptur stand bis zur Aufgabe das Betriebsgeländes am Segelfliegerdamm, danach erhielt sie in Berlin-Reinickendorf, an der Holzhauser Straße 165, nahe den neuen Produktionshallen einen neuen Standort.

## Produkte (Auswahl)
- Kühlaggregate für Haushaltskühlschränke[1]
- Schraubenverdichter, seit 1975[1]
- Materialprüfkammern[1]
- Kühlanlagen für Schiffe[1]
- Kühltechnik für Klimaanlagen und industrielle Technik[1]
- Wärmepumpen[1]